# Arcytophyllum peruvianum
Arcytophyllum peruvianum är en måreväxtart som först beskrevs av Herbert Fuller Wernham, och fick sitt nu gällande namn av Joseph Harold Kirkbride. Arcytophyllum peruvianum ingår i släktet Arcytophyllum och familjen måreväxter.
Artens utbredningsområde är Peru. Inga underarter finns listade i Catalogue of Life.